# Joaquín Ortega Salinas
Joaquín Ortega Salinas nació en 1932 es un diplomático español jubilado.

## Biografía
En 1979 fue director general de Coordinación en el Ministerio de Asuntos Exteriores y de Cooperación. y en 1980 subsecretario del mismo Departamento.
Entre el 4 de junio de 1994 y el 7 de junio de 1997 fue embajador en Bruselas.
| Predecesor: José Joaquín Puíg de la Bellacasa y Urdampilleta | Subsecretario de Asuntos Exteriores 1980-1982                        | Sucesor: Leoncio Gonzalo Puente Ojea      |
| Predecesor: Raimundo Bassols Jacas                           | Embajador de España en Marruecos 1988-1992                           | Sucesor: Gabriel Ferrán de Alfaro         |
| Predecesor: Nicolás Martínez-Fresno y Pavía                  | Embajador de España en Bélgica 4 de junio de 1994-7 de junio de 1997 | Sucesor: Manuel Benavides y López-Escobar |